# Nynas
Nynas AB est une société suédoise qui occupe une position de premier plan en Europe en matière d'huiles spéciales naphténiques et de bitumes,.
L'entreprise est au départ une compagnie pétrolière produisant une large gamme de produits. De nos jours, elle se concentre sur des produits très spécialisés et des marchés de niche.
En 2021, le nombre d'employés s'élevait à environ 970 et le chiffre d'affaires a atteint 16,7 milliards de SEK. Le plus grand actionnaire individuel est la société américaine de gestion d’actifs Davidson Kempner Capital Management avec 49,9 %. L’autre actionnaire principal est la fondation suédoise indépendante Nynässtiftelsen, tandis qu’une plus petite participation est détenue par Petróleos de Venezuela (PDVSA),.

## Historique

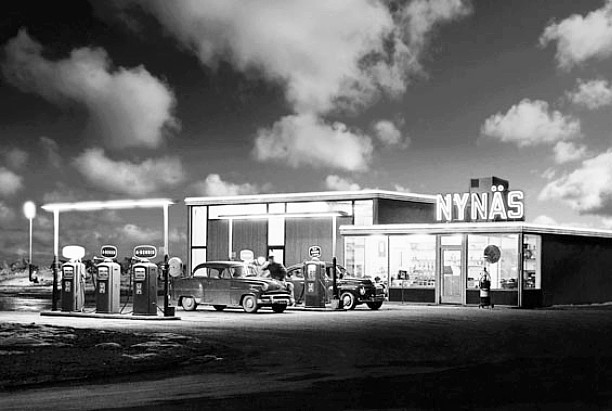
Ancienne station service Nynas.

Axel Axelsson Johnson fonde la société en 1928 et construit la première raffinerie de Suède à Nynäshamn.
Pendant la Seconde Guerre mondiale, la société joue un rôle important dans l'approvisionnement énergétique de la Suède en produisant du combustible à partir de charbon et de goudron.
Les décennies suivant la guerre sont caractérisées par une forte expansion : en 1956, la raffinerie de Göteborg est ouverte. À l'époque, la société est encore familiale et elle distribue ses produits à travers le réseau national de stations services.
Les deux crises pétrolières changent la donne : Nynas n'extrayant pas son brut, ses coûts augmentent fortement. La survie de la petite compagnie pétrolière se révèle très difficile. La compagnie change donc de stratégie et se spécialise dans un faible nombre de produits tout en visant l'export.
La raffinerie d'Anvers est achetée en 1986 dans le but de se développer sur le marché du bitume. La compagnie britannique Briggs Oil est également acquise en 1992, dans le même but. Par la suite, la société achète les raffineries de Dundee et Eastham.
En parallèle de ce développement dans le secteur des bitumes, la société a investi des centaines de millions de couronnes dans la modernisation de sa raffinerie de Nynäshamn dans le domaine des huiles naphténiques.
Au cours de l'automne 2013, la Commission européenne a approuvé la reprise par Nynas de l'usine de fabrication d'huiles de base de Harburg, à Hambourg, appartenant à Shell. La raison en était une demande escomptée d’huiles naphténiques de spécialité, particulièrement en Asie. La reprise, liée à des investissements substantiels pour transformer la partie de l’installation précédemment utilisée pour la production de carburant, a été finalisée en 2016. La nouvelle raffinerie d’huiles de spécialité en place a permis une augmentation annuelle de la production de 350 000 tonnes.
2017 a vu le début d’une période ayant induit d’importants problèmes financiers en raison d’une situation politique et économique toujours plus tendue au Venezuela. Dans un premier temps, cela a perturbé l’approvisionnement en pétrole brut, qui a finalement été complètement interrompu par l’imposition de lourdes sanctions américaines à l’encontre du Venezuela. Pendant une période transitoire, les activités ont tout de même pu se poursuivre grâce à la dérogation (General license) accordée à Nynas par l’Office of Foreign Assets Control (OFAC) des États-Unis. La dérogation a permis à d’autres entreprises de poursuivre leurs activités commerciales avec Nynas sans enfreindre les sanctions américaines. Toutefois, la situation est devenue financièrement insoutenable et en décembre 2019, la demande de restructuration d’entreprise introduite par Nynas auprès d’un tribunal suédois a été acceptée afin d’examiner les possibilités de poursuivre les activités partiellement ou totalement.
En mai 2020, l’OFAC a annoncé que Nynas n’était plus bloquée par les sanctions en raison d’une structure de propriété modifiée. Par conséquent, les personnes et entreprises américaines n’ont plus besoin d’une licence de l’OFAC pour les transactions ou les activités impliquant Nynas.
La réorganisation a entraîné des changements dans la structure de propriété de Nynäs. Le plus grand actionnaire est désormais la société américaine de gestion d’actifs Davidson Kempner Capital Management avec 49,9 % des parts. Les autres copropriétaires sont la fondation suédoise indépendante Nynässtiftelsen (environ 35 %) et PDVSA (environ 14,9 %),,.
À la suite de la mise en place de la nouvelle structure d'actionnariat, les orientations stratégiques ont également été modifiées pour tenir compte de l'évolution des conditions environnementales. Qui dit réorganisation stratégique, dit accent opérationnel sur l'Europe dans le cadre de l'objectif de renforcement de la compétitivité sur les principaux marchés de Nyna. La vente d'huiles spéciales naphténiques continuera, malgré une orientation européenne prononcée, à être effectuée auprès de clients sélectionnés en Inde, au Moyen-Orient, en Afrique du Sud et en Turquie, entre autres. Pour les activités bitume, un recentrage a été opéré autour des marchés nordiques, baltes et britanniques.

## Activités
Le cœur de métier de Nynas est la transformation du pétrole brut en produits de spécialité, dans deux domaines principaux : les huiles naphténiques (huiles pour transformateur, huiles de traitement, huiles de base et huiles de pneus) et les bitumes. Utilisé comme liant pour les routes asphaltées, le bitume est aussi employé dans des applications industrielles comme les étanchéités de toiture ou les protections anticorrosion. Au cours du processus de raffinage, on obtient également des produits liquides résiduels qui sont commercialisés principalement comme carburants pour les navires.
Les produits de Nynas sont fabriqués dans plusieurs raffineries en Europe. Deux de ces installations (Göteborg et Nynäshamn) appartiennent à Nynas, celle d'Eastham est une coentreprise avec Shell.Toutefois, un certain nombre de sites de production externes sont également liés à l’entreprise par des accords de coopération. Nynas possède ses propres laboratoires de contrôle de la qualité et de développement de produits en Belgique, au Royaume-Uni et en Suède, entre autres.
Traditionnellement, Nynas a principalement utilisé du pétrole brut lourd vénézuélien comme matière première, car il possède des propriétés idéales pour le bitume et les huiles spéciales naphténiques. Cependant, en raison de la situation politique dans le pays, de grands efforts ont été déployés pour accroître la flexibilité vis-à-vis de la matière première et remplacer complètement le pétrole brut vénézuélien. La conversion de la base de matières premières est désormais totalement achevée, ce qui signifie que Nynas utilise plusieurs pétroles bruts alternatifs, notamment de la mer du Nord mais aussi de pays comme le Brésil, la Colombie et l'Italie.
Ces dernières années, Nynas a développé des huiles pour transformateurs et ponts qui sont en partie fabriquées à partir de matières premières biosourcées et donc renouvelables,. En 2022, un bitume modifié à base de polymères (PMB) contenant des matériaux biogéniques a également été lancé. Il s’agit d’une étape importante pour réduire la dépendance aux matières premières fossiles et contribuer ainsi au développement durable.
En plus des bureaux de vente nationaux, Nynas a également accès à un réseau de distribution international. Cela comprend non seulement les entrepôts centraux et les stations de mélange (hubs), mais également un certain nombre de dépôts locaux.
En 2021, Nynas comptait environ 970 employés et son chiffre d'affaires a atteint un peu plus de 16,7 milliards de SEK.

### Chronologie
Voir,,.
- 1928 : ouverture de la raffinerie à Nynäshamn.
- Années 1950 : Nynas construit un réseau national de stations services.
- 1981 : les stations services sont revendues à Shell.
- 1986 : Nynas achète une raffinerie à Anvers.
- 1992 : achat de la société britannique Briggs Oil.
- 2001 : modernisation de la raffinerie de Nynäshamn.
- 2004-2006 : partenariat avec les compagnies pétrolières américaines Valero et LyondellBasell.
- 2008 : un nouveau laboratoire des matériaux bitumineux est construit à Anvers.
- 2010 : une nouvelle usine d'hydrogène est construite à Nynäshamn. Au cours de l'été 2011, l'usine a commencé à fonctionner au gaz naturel au lieu du naphta.
- 2012 : une nouvelle usine de traitement du soufre est ouverte à la raffinerie de Nynäshamn.
- 2013 : Nynas reçoit l'approbation de la Commission européenne pour la reprise de la production et du contrôle de l'usine de fabrication d'huiles de base et des unités de production associées à la raffinerie de Harburg, à Hambourg, en Allemagne.
- 2014-2016 : Investissements substantiels pour transformer la raffinerie de carburant Harburg en une raffinerie d’huiles de spécialité, pour une augmentation de 30 % de la capacité des huiles naphténiques de spécialité.
- 2017 : Problèmes financiers causés par une situation politique et économique toujours plus tendue au Venezuela, perturbant l’approvisionnement en matières premières.
- 2019 : Nynas lance un fluide pour transformateur biosourcé hautes performances, le NYTRO® BIO 300X.
- 2020 : Les sanctions américaines sont levées en raison d’une nouvelle structure de propriété et de la restructuration de l’entreprise en cours.
- 2021 : La société américaine de gestion d’actifs Davidson Kempner Capital Management devient le principal actionnaire.
- 2022 Nouvelles orientations stratégiques axées sur le marché européen pour une compétitivité accrue.